# Україна на пісенному конкурсі Євробачення 2025
Україна взяла участь у Пісенному конкурсі Євробачення 2025, що пройшов у травні 2025 року в Базелі у Швейцарії, яка перемогла на конкурсі 2024 року. За результатами Національного відбору представником України обрано гурт «Ziferblat» з піснею «Bird of Pray». У фіналі конкурсу гурт посів 9 місце, набравши 218 балів, зокрема 6-е місце на думку глядачів та 14-е місце на думку журі.

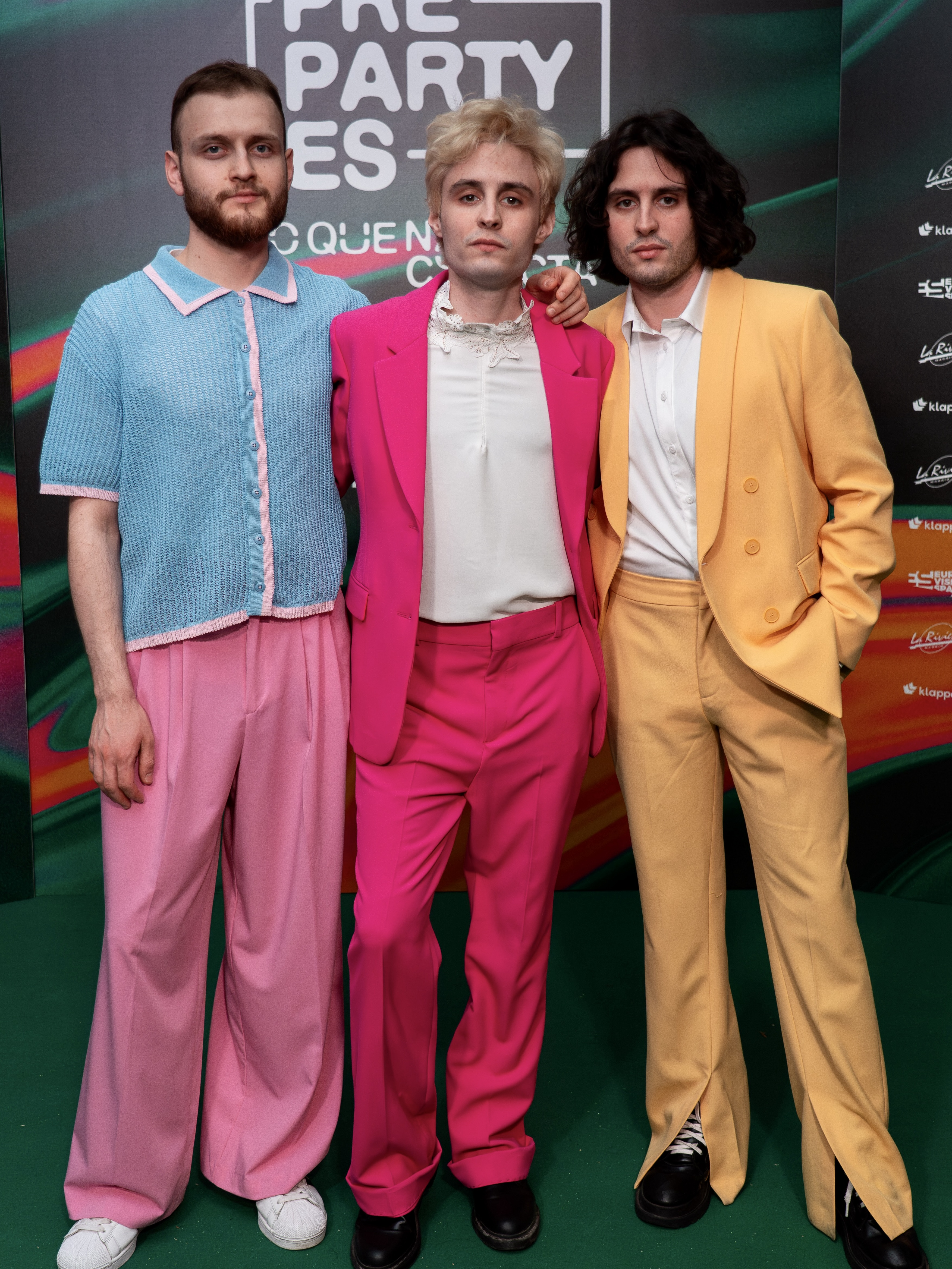
Гурт Ziferblat, що представляли Україну на Євробаченні 2025. Зліва направо: барабанщик Федір Ходаков, соліст Даниїл Лещинський та гітарист Валентин Лещинський

## Передісторія
2002 року Національна телекомпанія України долучилася до Пісенного конкурсу Євробачення. У 2003 році Україна була вперше представлена на пісенному конкурсі «Євробачення». З того часу Україна до 2022 року була представлена на конкурсі 17 разів, з яких тричі перемагала: 2004 року з піснею «Wild Dances» співачки Руслани, 2016 року — з «1944» співачки Джамали та 2022 — зі «Stefania» гурту «Kalush Orchestra».
На конкурсі, проведеному в місті Мальме, Швеція, у травні 2024 року, пісня «The Code» у виконанні Nemo принесла перемогу Швейцарії. Відтак, конкурс 2025 року був проведений у Базелі.

## Національний відбір

### Попередній відбір
10 вересня 2024 року Національна суспільна телерадіокомпанія України підтвердила участь України на Євробаченні 2025. 13 вересня Суспільне повідомило, що музичною продюсеркою Національного відбору стала співачка Тіна Кароль.
Приймання заявок на участь у Нацвідборі розпочалося 17 вересня і тривало до 10 листопада 2024 року. За його результатами Суспільне отримало 374 заявок із піснями від 369 учасників, зокрема 232 сольних та 72 гуртів. Серед заявок було сформовано лонглист учасників, опублікований 11 грудня.
- BRYKULETS
- Enleo
- FIЇNKA
- Future Culture
- GRISANA
- Khayat
- Krylata
- Molodi
- MON FIA
- Ranrawi
- Starykova Hrystyna
- TESLENKO
- YAGÓDY
- Ziferblat
- Абіє
- «ДК Енергетик»
- Маша Кондратенко
- МУАЯД
- «Слухай Сашу»
- Влад Шериф

На основі лонглиста 20 грудня 2024 року Суспільне опублікувало шортлист із дев'яти учасників фіналу Нацвідбору:
- Future Culture — «Waste My Time»
- Khayat — «HONOR»
- Krylata — «STAY TRUE»
- Molodi — «my sea»
- Ziferblat — «Bird of Pray»
- Абіє — «Дім»
- ДК Енергетик — «Сіль»
- Маша Кондратенко — «No Time to Cry»
- Влад Шериф — «Wind of change»

Серед решти учасників лонглиста на основі публічного онлайн-голосування, що пройшло в додатку «Дія» з 13 по 17 січня 2025 року, було обрано десятого учасника фіналу — співачку Fiїnka з піснею «Культура».
27 грудня 2024 року Суспільне повідомило, що учасник лонглиста TESLENKO, який претендував на участь у фіналі, зняв свою кандидатуру. Раніше артист повідомляв про можливість таких дій, мотивуючи це участю в лонглисті іншого учасника, Enleo, який заявляв, що слухає музику російською мовою.

### Журі
З 16 по 23 грудня 2024 року у застосунку «Дія» проводилося онлайн-голосування за членів журі Національного відбору-2025. Серед претендентів було десять осіб:
- Андрій Гуцуляк
- Джамала
- Дмитро Зезюлін
- Катерина Павленко
- Олег Псюк
- Анна Свиридова
- Сергій Танчинець
- Катерина Царик
- Олександр Чемеров
- Дмитро Шуров

За результатами проведеного голосування до складу журі увійшли Джамала (35,28 %), Сергій Танчинець (20,24 %) та Катерина Павленко (11,84 %).

### Фінал
23 січня 2025 року Суспільне презентувало пісні фіналістів Нацвідбору та провело жеребкування, яке визначило порядок їхніх виступів у фіналі.
Фінал відбувся 8 лютого 2025 року. Ведучі фіналу: Марія Єфросиніна, Тимур Мірошниченко та Василь Байдак. Ведуча передшоу фіналу: Анна Тульєва.
На початку шоу дев'ять представників України на Євробаченні в різні роки (Джамала, Mélovin, Катерина Павленко з гурту Go_A, Tvorchi, Jerry Heil, alyona alyona, Руслана, Тимофій Музичук з гурту Kalush Orchestra й Тіна Кароль) виступили з піснею «Усміхнися мені» Назарія Яремчука. Після виступів всіх учасників з інтервал-актами виступили Артем Котенко зі Світланою Тарабаровою, Руслана, Badstreet boys, Тіна Кароль та Джамала.
Переможцем відбору став гурт «Ziferblat».
| №  | Учасники         | Назва пісні      | Переклад            | Голосування | Голосування   | Голосування | Голосування | Місце |
| №  | Учасники         | Назва пісні      | Переклад            | Судді       | Глядачі       | Глядачі     | Підсумок    | Місце |
| №  | Учасники         | Назва пісні      | Переклад            | Судді       | К-сть голосів | Бали        | Підсумок    | Місце |
| -- | ---------------- | ---------------- | ------------------- | ----------- | ------------- | ----------- | ----------- | ----- |
| 1  | Влад Шериф       | «Wind of change» | «Вітер змін»        | 1           | 2 302         | 1           | 2           | 10    |
| 2  | Абіє             | «Дім»            | —                   | 2           | 5 595         | 3           | 5           | 9     |
| 3  | Molodi           | «My sea»         | «Моє море»          | 7           | 70 885        | 9           | 16          | 2     |
| 4  | Future Culture   | «Waste My Time»  | «Марную свій час»   | 5           | 2 338         | 2           | 7           | 8     |
| 5  | Маша Кондратенко | «No Time to Cry» | «Нема часу плакати» | 8           | 62 439        | 8           | 16          | 3     |
| 6  | Khayat           | «Honor»          | «Честь»             | 10          | 44 299        | 6           | 16          | 4     |
| 7  | FIЇNKA           | «Культура»       | —                   | 6           | 52 858        | 7           | 13          | 5     |
| 8  | Krylata          | «Stay True»      | «Залишайся вірним»  | 4           | 11 726        | 4           | 8           | 7     |
| 9  | Ziferblat        | «Bird of Pray»   | «Птах молитви»      | 9           | 90 390        | 10          | 19          | 1     |
| 10 | «ДК Енергетик»   | «Сіль»           | —                   | 3           | 19 556        | 5           | 8           | 6     |

15 лютого 2025 року Суспільне повідомило, що уклало із гуртом «Ziferblat» договір на участь у Євробаченні-2025.

## Виступ на Євробаченні 2025

### Підготовка
28 січня 2025 року відбулося жеребкування, яке визначило, що Україна виступить у першій половині першого півфіналу Євробачення-2025. 27 березня організатори конкурсу повідомили, що гурт «Ziferblat» виступить у півфіналі під номером 5.
10 березня гурт «Ziferblat» представив оновлену, конкурсну версію пісні «Bird of Pray».

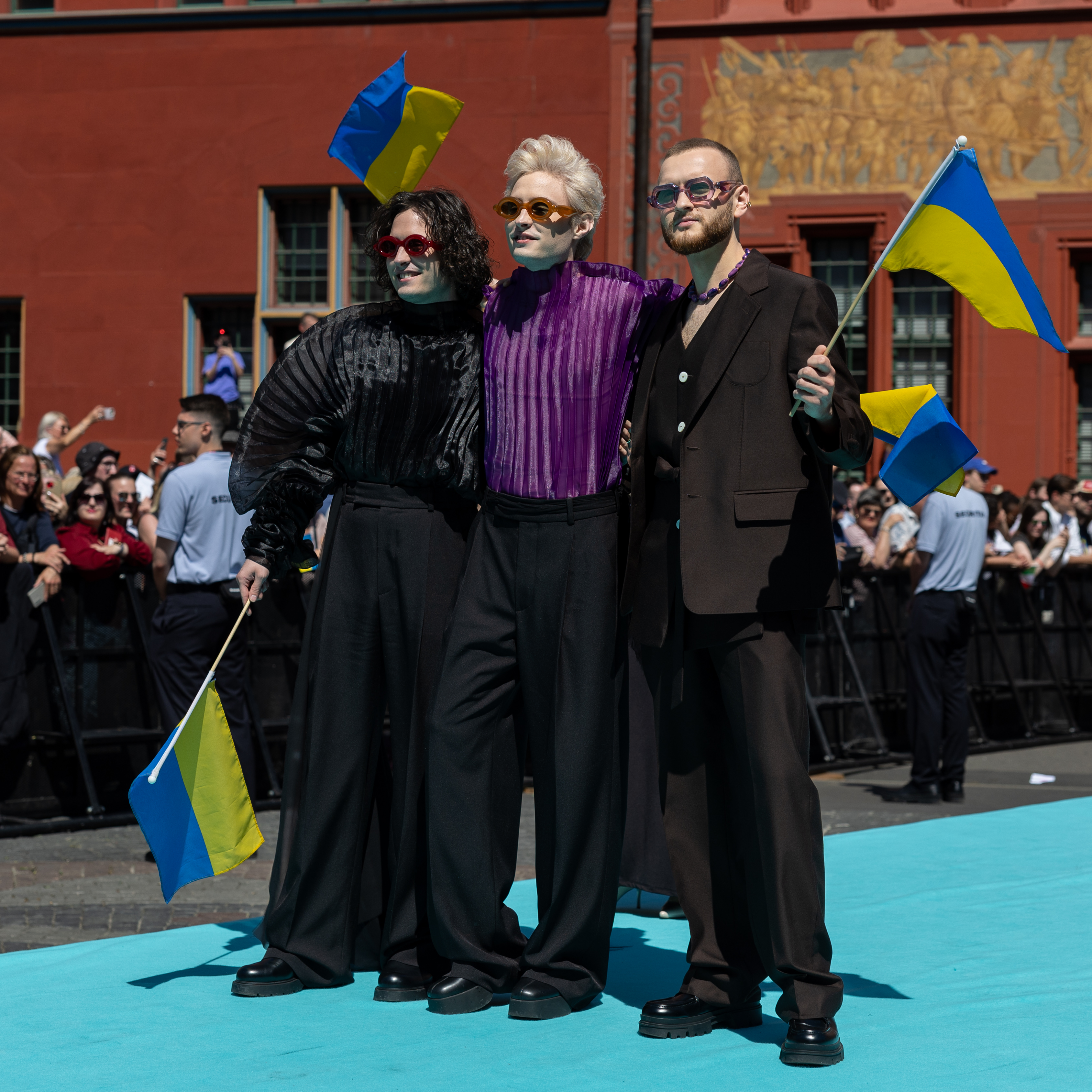
Ziferblat на бірюзовому хіднику Євробачення 2025 в Базелі

1 травня гурт «Ziferblat» та українська делегація на конкурсі вирушили до місця проведення Євробачення-2025 — швейцарського Базеля. Гурт долучився до збору Благодійного фонду Сергія Притули коштів для гуманітарного розмінування території України. Перша репетиція гурту на сцені конкурсу відбулася 5 травня; після неї на офіційних вебресурсах Євробачення були опубліковані фотографії гурту під час виступу. 7 травня відбулася друга репетиція «Ziferblat» на сцені, після неї на офіційних ресурсах Суспільного було розміщено фрагмент телевізійної версії виступу.
Режисеркою-постановницею номера стала Марія Коростельова. Над костюмами працював модельєр Іван Фролов.
11 травня гурт «Ziferblat» взяв участь у церемонії відкриття пісенного конкурсу Євробачення в Базелі.

### Перший півфінал
13 травня 2025 року відбувся перший півфінал Євробачення-2025. Український гурт «Ziferblat» виступив під номером 5. За результатами глядацького голосування вони пройшли до фіналу конкурсу. Детальні результати півфіналу відповідно до правил Євробачення були відомі після завершення фіналу. Згідно з ними, Україна у півфіналі посіла перше місце, набравши 137 балів від глядачів.
На сцені гурт «Ziferblat» виступив у супроводі беквокалісток Христини Старикової, Каріни Соколовської та Дарини Гаврик. Образи учасників гурту та беквокалісток монохромні, виконані у стилі 1970-х років.

Фрагменти виступу України на Євробаченні 2025
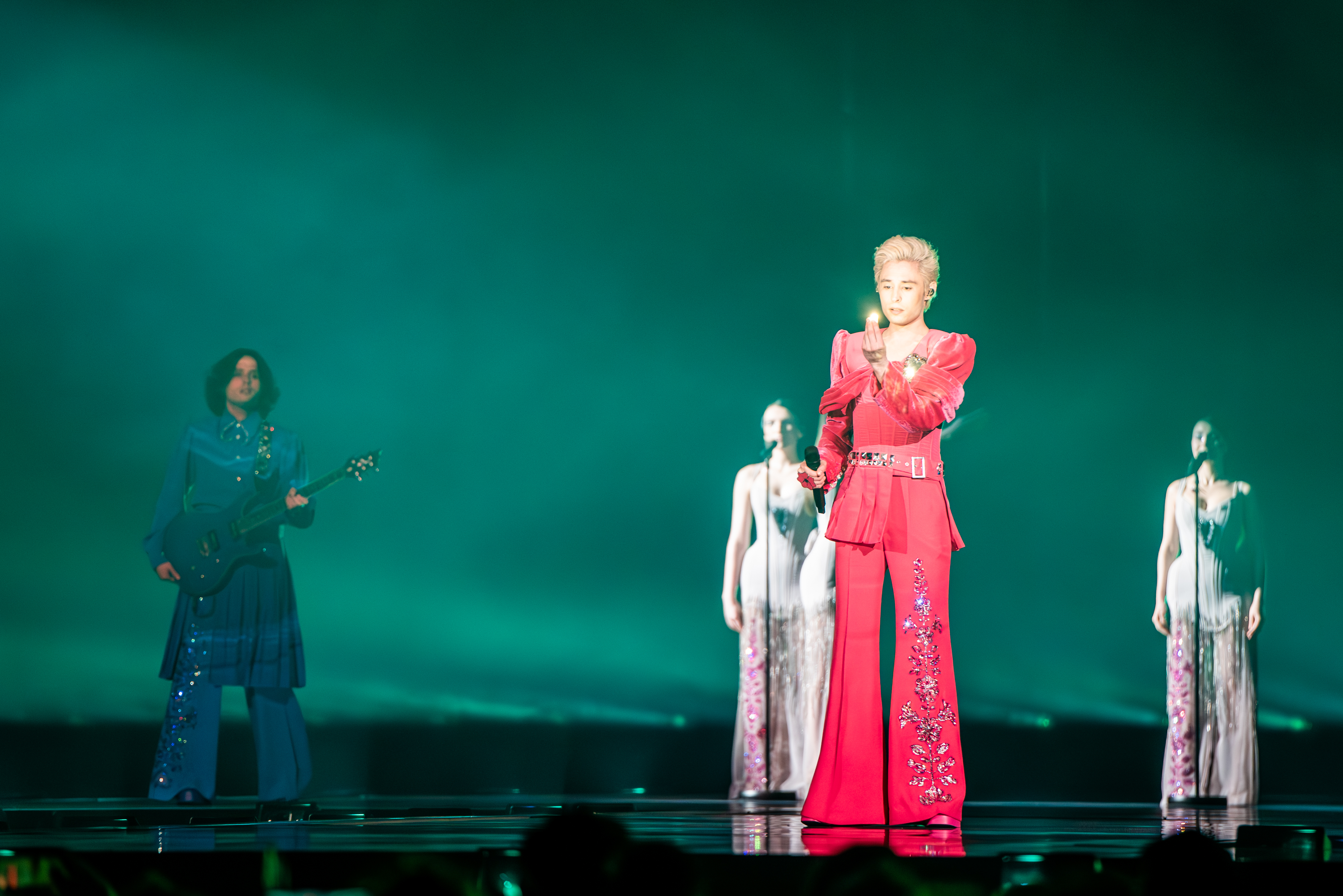
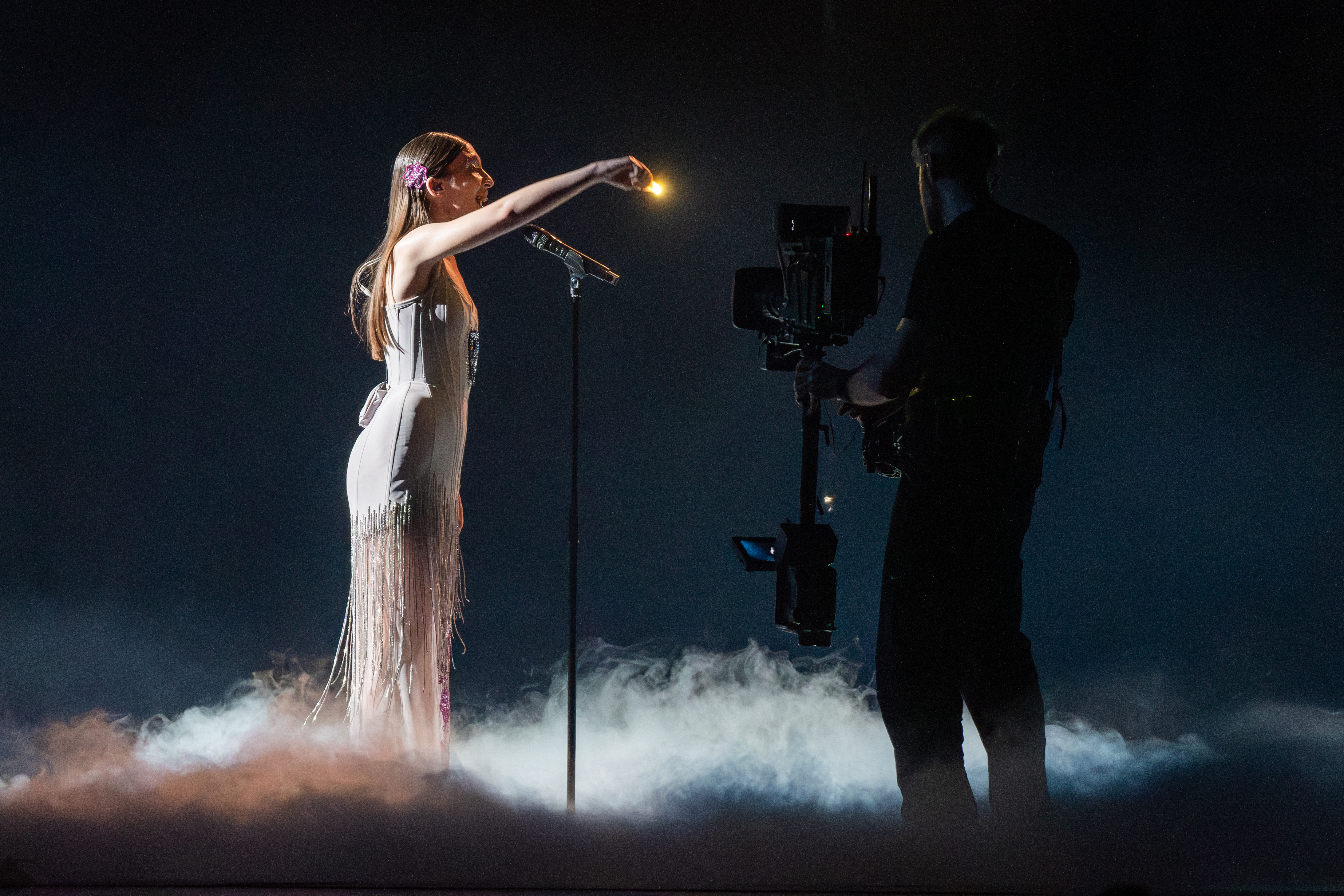
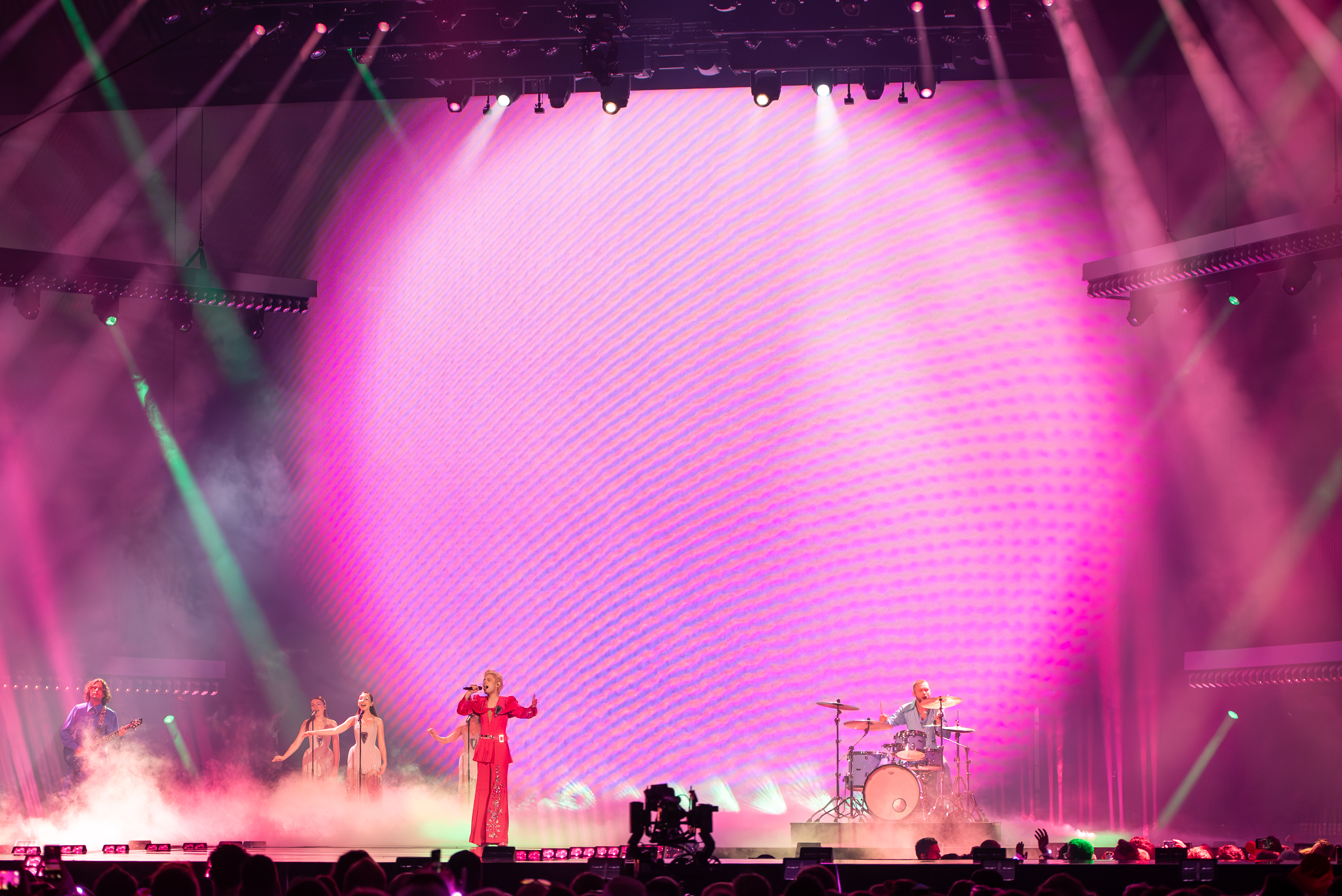
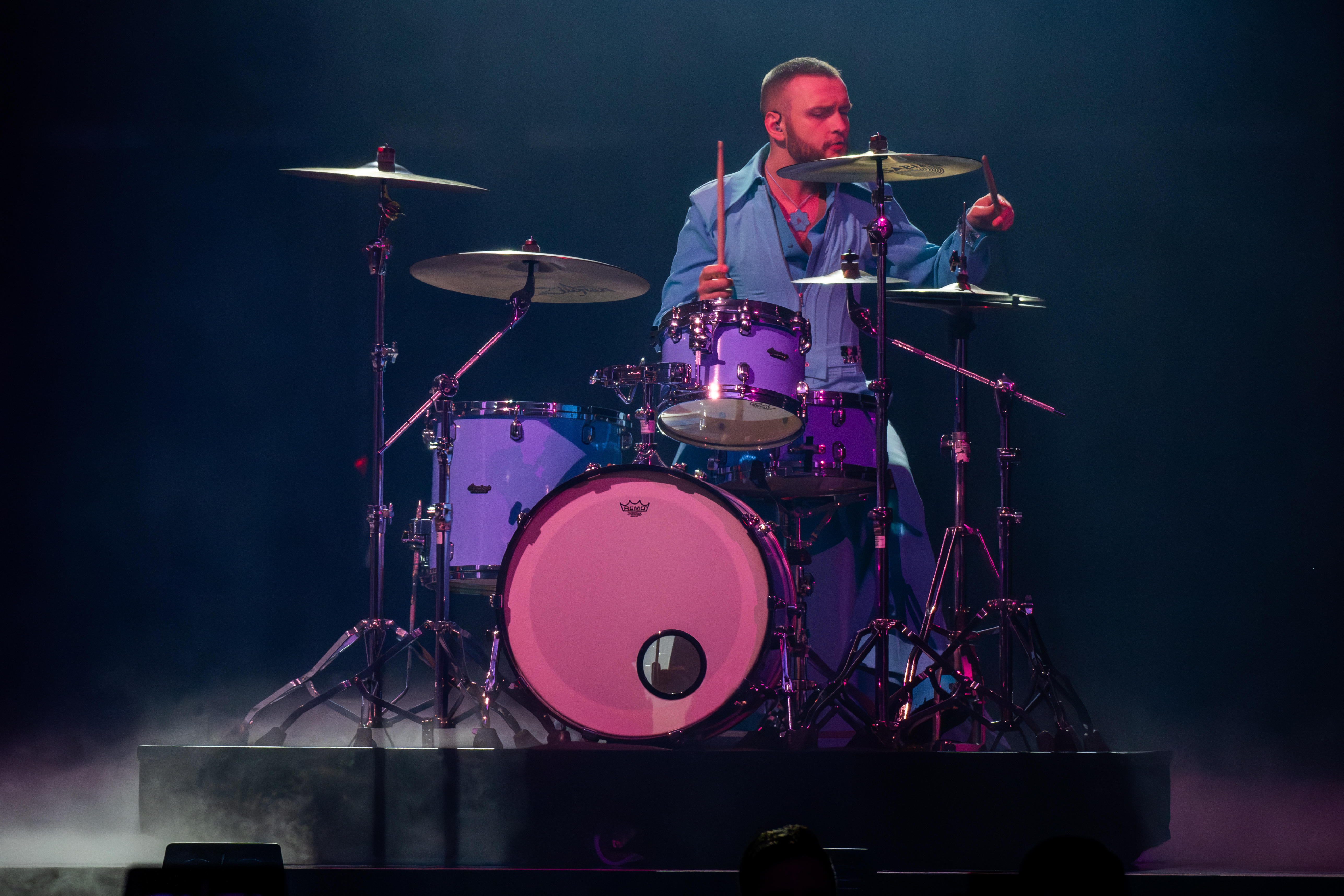
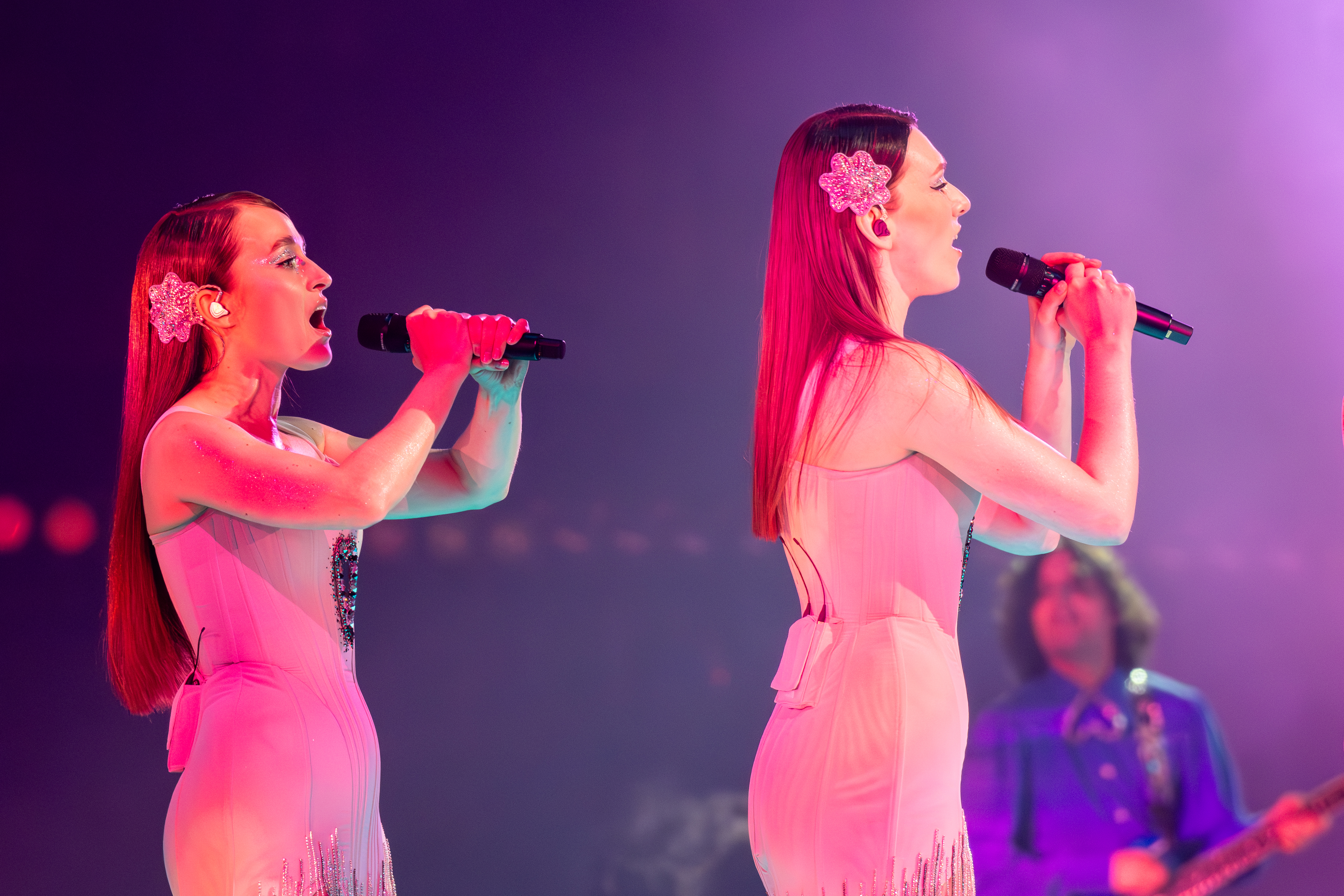
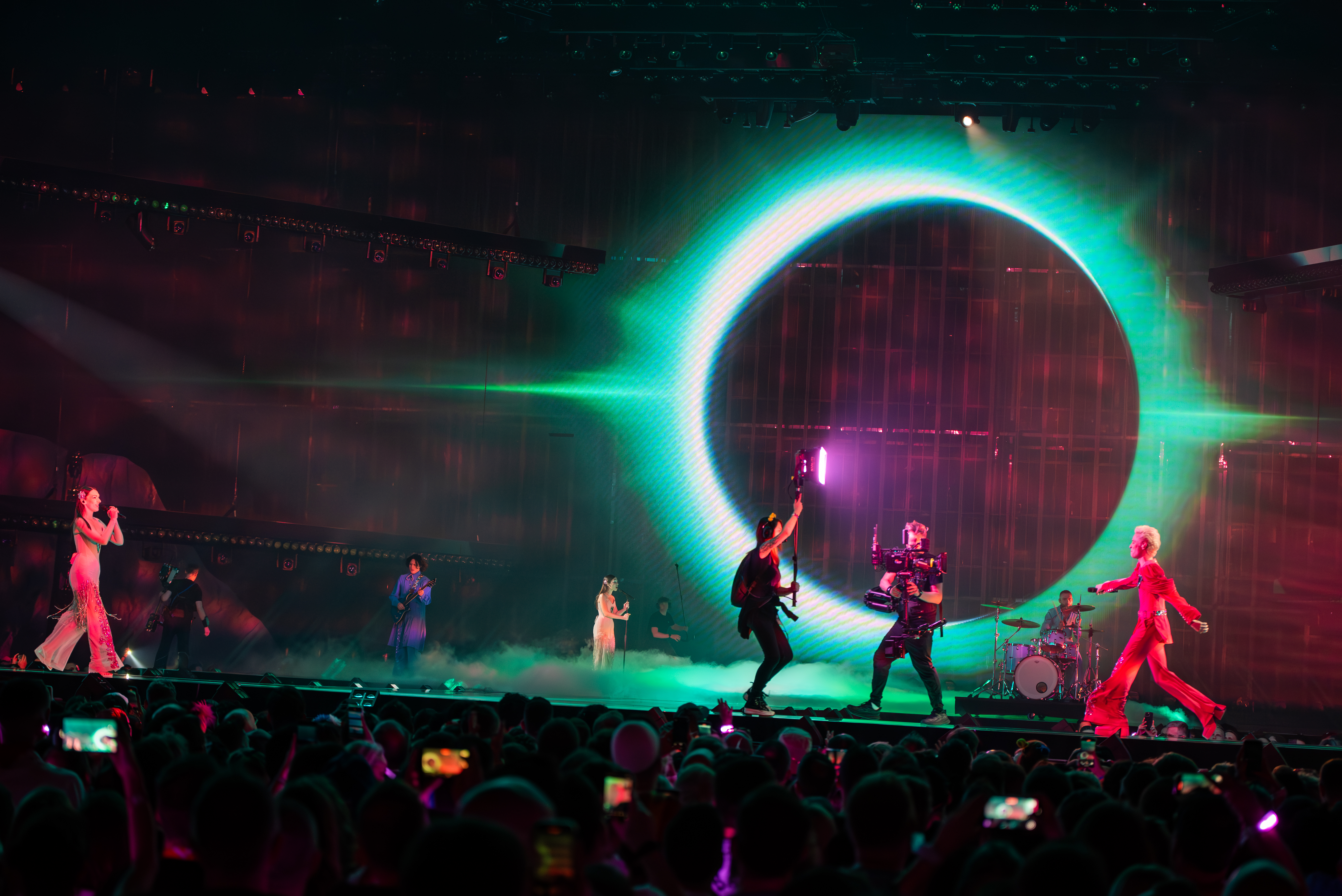
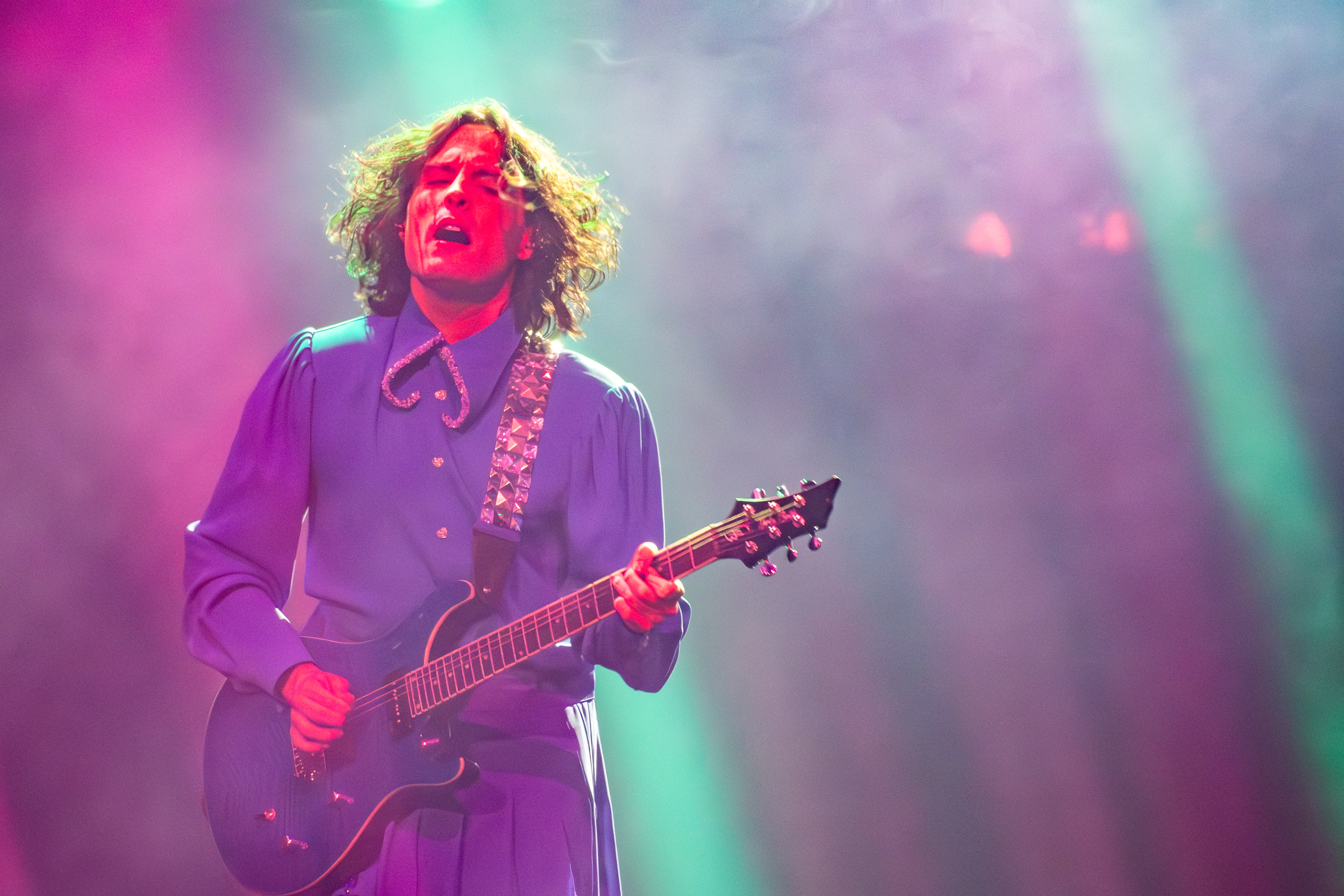
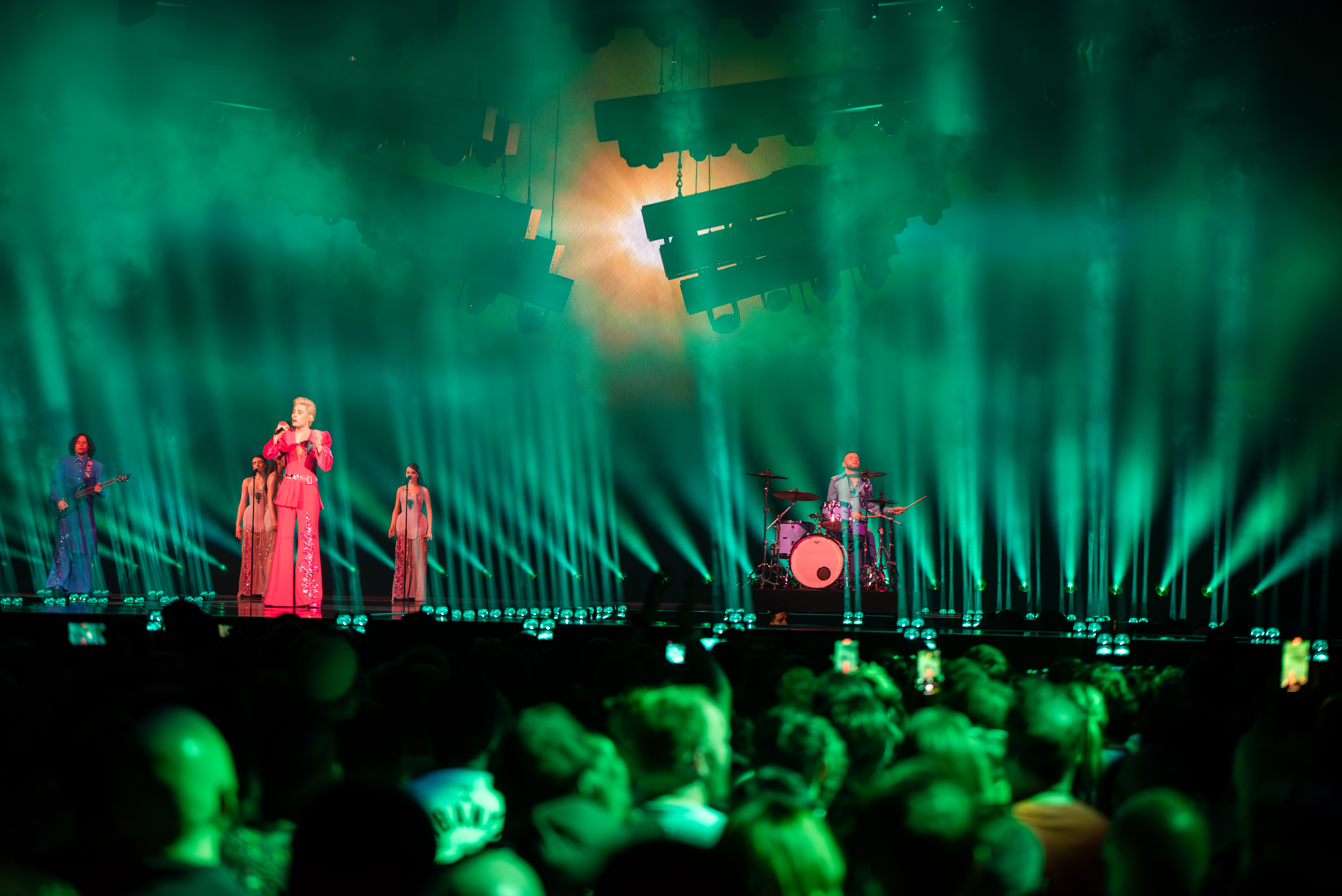
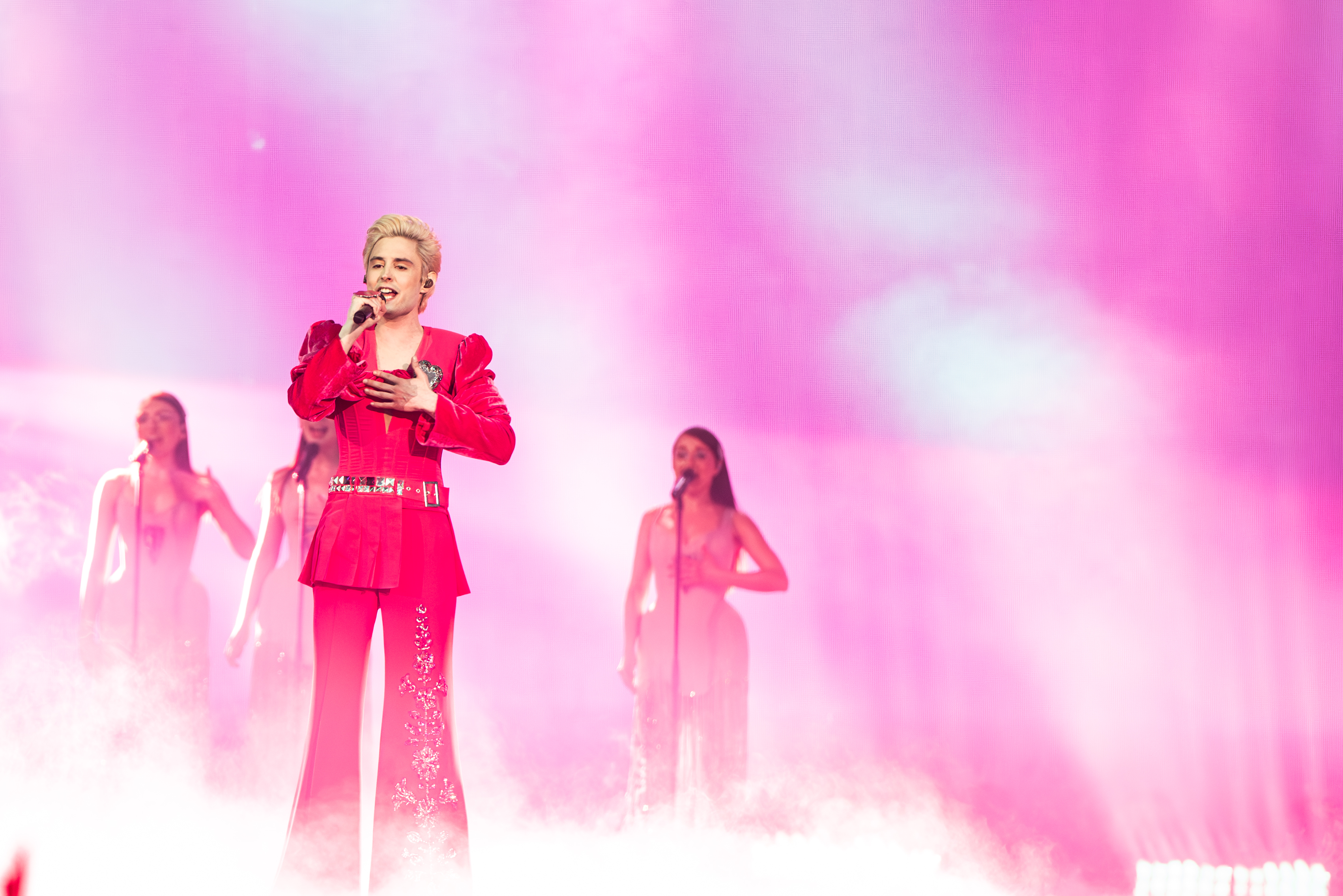
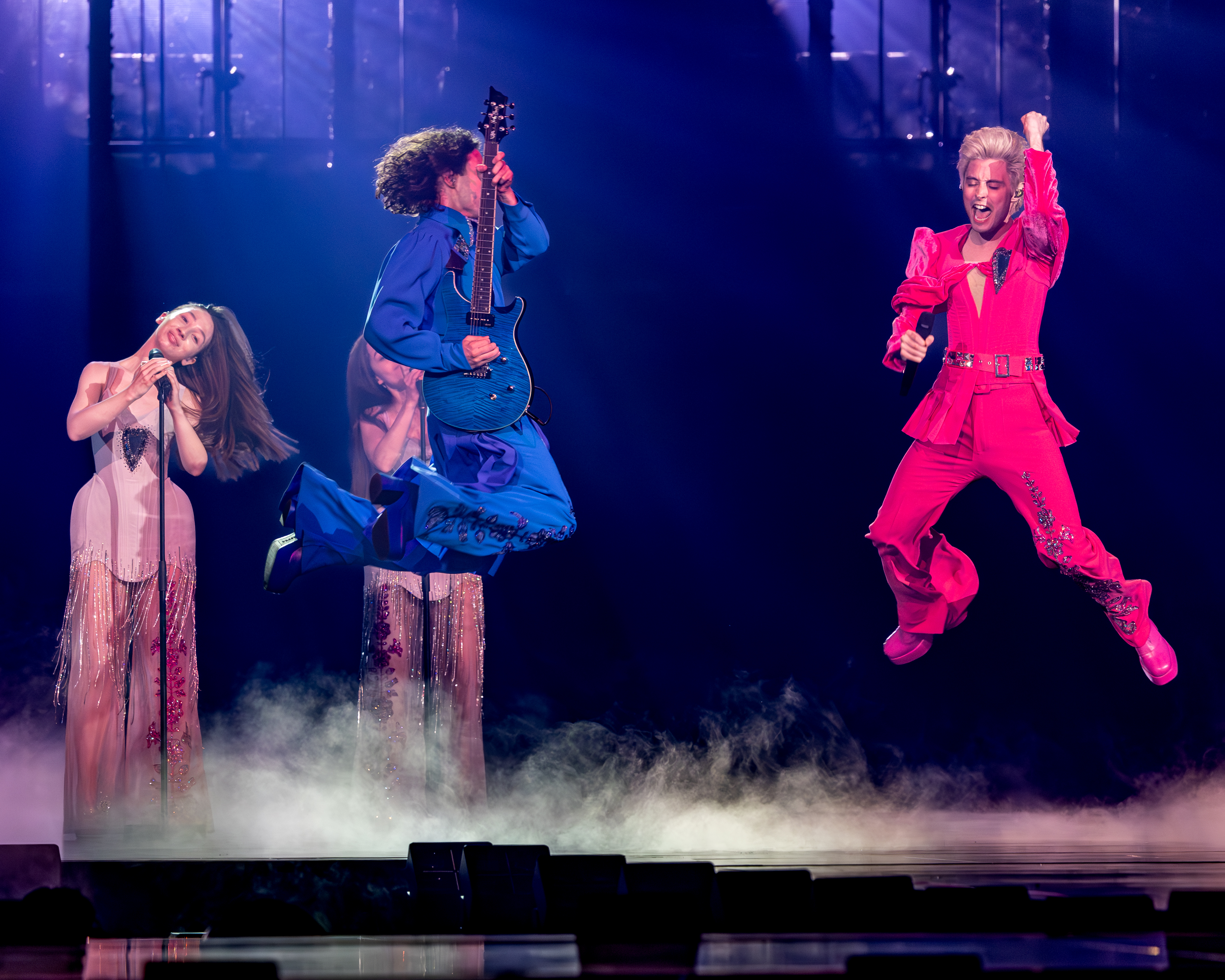
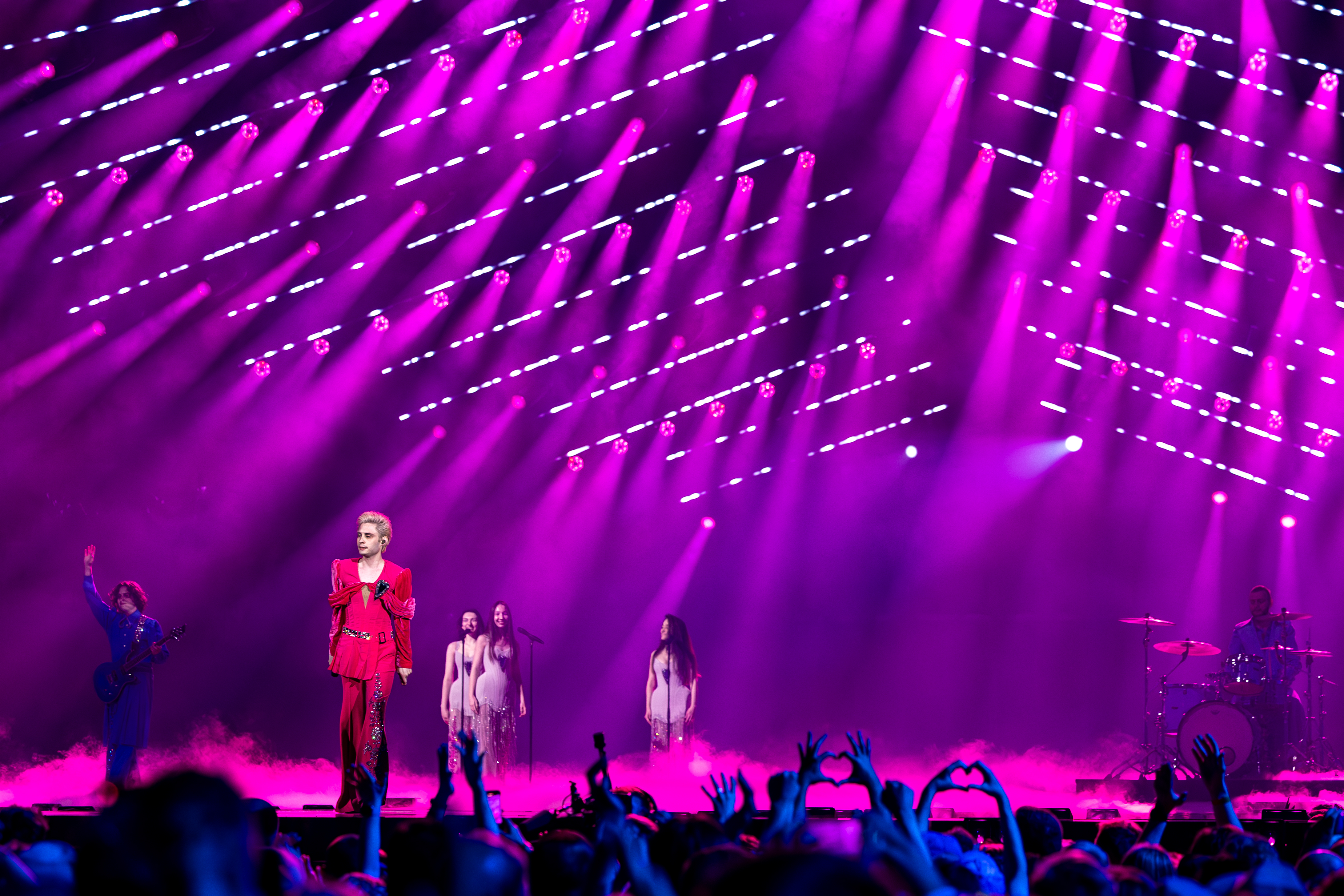

Знімання візитівки, яку показали перед виступом, проводилися у Базелі. За сценарієм, місцева мешканка навчала гурт готувати фондю — традиційну страву швейцарської кухні з плавленого сиру.
Також в інтервал-акті між виступами учасників та оголошенням фіналістів виступила представниця України на Євробаченні-2024 Jerry Heil, яка разом із Іоландою (Португалія), Маріною Сатті (Греція) та Сільвестром Белтом (Литва) заспівали «Ne partez pas sans moi» — пісню, з якою на Євробаченні-1988 перемогла Селін Діон як представниця Швейцарії.
| Бал      | Країна                         |
| -------- | ------------------------------ |
| 12 балів | Кіпр Іспанія Польща Португалія |
| 10 балів | Решта світу Албанія            |
| 8 балів  | Естонія Нідерланди Словенія    |
| 7 балів  | Азербайджан Італія             |
| 6 балів  | Бельгія Сан-Марино             |
| 5 балів  | Норвегія                       |
| 4 бали   | Хорватія Ісландія Швеція       |
| 3 бали   | —                              |
| 2 бали   | Швейцарія                      |
| 1 бал    | —                              |

### Фінал
Після першого півфіналу було проведено жеребкування, внаслідок якого визначилося, що гурт «Ziferblat» виступить у першій половині фіналу. 15 травня, після другого півфіналу, стало відомо, що гурт виступить у фіналі під номером 7.
У фіналі, що відбувся 17 травня, гурт «Ziferblat» посів дев'яте місце, набравши 218 балів, зокрема 60 балів від національних журі та 158 балів від глядачів.
| Бал      | Країна                              |
| -------- | ----------------------------------- |
| 12 балів | —                                   |
| 10 балів | —                                   |
| 8 балів  | Азербайджан Португалія              |
| 7 балів  | —                                   |
| 6 балів  | Грузія                              |
| 5 балів  | Словенія Швеція                     |
| 4 бали   | Вірменія Ізраїль Сан-Марино Сербія  |
| 3 бали   | —                                   |
| 2 бали   | Хорватія Данія Італія Литва Іспанія |
| 1 бал    | Норвегія Швейцарія                  |

| Бал      | Країна                                         |
| -------- | ---------------------------------------------- |
| 12 балів | Чехія Польща Ізраїль                           |
| 10 балів | Грузія Іспанія Португалія                      |
| 8 балів  | Решта світу Кіпр                               |
| 7 балів  | Ірландія Литва                                 |
| 6 балів  | Естонія Франція Італія Латвія Чорногорія       |
| 5 балів  | —                                              |
| 4 бали   | Азербайджан Данія Нідерланди Сан-Марино Швеція |
| 3 бали   | Німеччина Словенія                             |
| 2 бали   | Хорватія Фінляндія Норвегія                    |
| 1 бал    | —                                              |

## Голосування України за виконавців на Євробаченні 2025
З 24 по 31 березня 2025 року в додатку «Дія» проводили опитування, за результатами якого було обрано п'ятьох членів українського національного журі на конкурсі. Їхні імена стали відомі під час фіналу конкурсу 17 травня. Кандидатами в журі стали:
- Mélovin;
- Tayanna;
- Марко Галаневич;
- Руслан Махов;
- Катерина Павленко;
- Анатолій Сачівко;
- Натела Чхартішвілі-Зацаринна;
- Олена Шоптенко;
- Дмитро Шуров.

Членами журі за результатами голосування стали:
- Дмитро Шуров — голова журі (19 627 голосів);
- MÉLOVIN (18 946 голосів);
- Олена Шоптенко (9 989 голосів);
- Tayanna (8 890 голосів);
- Натела Чхартішвілі-Зацаринна (3 691 голос).

Початково п'ятою членкинею журі мала стати Катерина Павленко, однак вона була виключена зі складу журі Європейською мовною спілкою за порушення правил голосування. Попри те, що наступним у рейтингу за кількістю голосів був Марко Галаневич, ЄМС затвердила членом журі Нателу Чхартішкілі-Зацаринну для забезпечення гендерного балансу.
Речницею українського національного журі у фіналі Євробачення-2025 обрали співачку, учасницю минулорічного конкурсу Jerry Heil.
| Бал      | Країна     |
| -------- | ---------- |
| 12 балів | Норвегія   |
| 10 балів | Албанія    |
| 8 балів  | Хорватія   |
| 7 балів  | Португалія |
| 6 балів  | Нідерланди |
| 5 балів  | Польща     |
| 4 бали   | Швеція     |
| 3 бали   | Естонія    |
| 2 бали   | Ісландія   |
| 1 бал    | Словенія   |

| Бал      | Країна    |
| -------- | --------- |
| 12 балів | Литва     |
| 10 балів | Норвегія  |
| 8 балів  | Латвія    |
| 7 балів  | Італія    |
| 6 балів  | Австрія   |
| 5 балів  | Німеччина |
| 4 бали   | Швеція    |
| 3 бали   | Польща    |
| 2 бали   | Естонія   |
| 1 бал    | Ізраїль   |

| Бал      | Країна          |
| -------- | --------------- |
| 12 балів | Німеччина       |
| 10 балів | Велика Британія |
| 8 балів  | Італія          |
| 7 балів  | Швейцарія       |
| 6 балів  | Латвія          |
| 5 балів  | Естонія         |
| 4 бали   | Португалія      |
| 3 бали   | Люксембург      |
| 2 бали   | Ізраїль         |
| 1 бал    | Австрія         |